# Баррітон (Мічиган)
Баррітон (англ. Barryton) — селище (англ. village) в США, в окрузі Мекоста штату Мічиган. Населення — 405 осіб (2020).

## Географія
Баррітон розташований за координатами 43°45′5″ пн. ш. 85°8′40″ зх. д. / 43.75139° пн. ш. 85.14444° зх. д. (43.751409, -85.144572).  За даними Бюро перепису населення США в 2010 році селище мало площу 2,68 км², з яких 2,48 км² — суходіл та 0,20 км² — водойми.

## Демографія
Згідно з переписом 2010 року, у селищі мешкало 355 осіб у 154 домогосподарствах у складі 89 родин. Густота населення становила 132 особи/км².  Було 195 помешкань (73/км²).
Расовий склад населення:
| - 98,0 % — білих - 0,3 % — корінних американців - 0,3 % — чорних або афроамериканців - 0,3 % — азіатів |

До двох чи більше рас належало 1,1 %. Частка іспаномовних становила 0,6 % від усіх жителів.
За віковим діапазоном населення розподілялося таким чином: 22,0 % — особи молодші 18 років, 54,6 % — особи у віці 18—64 років, 23,4 % — особи у віці 65 років та старші. Медіана віку мешканця становила 41,2 року. На 100 осіб жіночої статі у селищі припадало 95,1 чоловіків;  на 100 жінок у віці від 18 років та старших — 83,4 чоловіків також старших 18 років.
Середній дохід на одне домашнє господарство  становив 32 494 долари США (медіана — 22 857), а середній дохід на одну сім'ю — 41 787 доларів (медіана — 30 000). Медіана доходів становила 32 500 доларів для чоловіків та 25 000 доларів для жінок. За межею бідності перебувало 42,0 % осіб, у тому числі 59,2 % дітей у віці до 18 років та 20,7 % осіб у віці 65 років та старших.
Цивільне працевлаштоване населення становило 103 особи. Основні галузі зайнятості: освіта, охорона здоров'я та соціальна допомога — 31,1 %, виробництво — 22,3 %, роздрібна торгівля — 11,7 %, мистецтво, розваги та відпочинок — 6,8 %.